# Waterloo (Nebraska)
Waterloo è un comune degli Stati Uniti d'America, situato nello Stato del Nebraska, nella contea di Douglas.